# Eusébio Dias Poças Falcão
Eusébio Dias Poças Falcão ComNSC (Santa Cruz de Carção, Vimioso, 24 de Julho de 1814 — Ponta Delgada, 1 de Fevereiro de 1870) foi um advogado e político, deputado às Cortes e governador civil do Distrito de Ponta Delgada. Foi o principal impulsionador da construção das Termas das Furnas.

## Biografia
Eusébio Dias Poças Falcão nasceu na freguesia de Carção, concelho de Vimioso, na comarca de Trás-os-Montes, filho de António Dias Poças e de sua esposa Catarina Luísa Falcão.
Formou-se em Direito pela Faculdade de Direito da Universidade de Coimbra, no ano de 1840, iniciando uma carreira de advogado.
Iniciou-se na actividade política ao ser eleito deputado pelo círculo eleitoral de Trás-os-Montes e Alto Douro nas eleições gerais de 28 de Novembro e 12 de Dezembro de 1847 para a 7.ª legislatura (1848-1851), integrado nas listas dos conservadores do partido cartista. Prestou juramento a 26 de Janeiro de 1848 e integrou a ala conservadora alinhada com o cabralismo, integrando nessa legislatura as comissões parlamentares das áreas da justiça, legislação e fazenda. Nessas funções produziu numerosas intervenções em matérias relacionadas com a magistratura judicial e com a reorganização do sistema judicial. Foi um dos defensores da manutenção do Tribunal da Relação dos Açores, pugnando pelo preenchimento dos lugares de magistrado que então tinha vagos. Foi um dos defensores da eleição indirecta dos deputados, considerando que o povo português não estava preparado para participar em eleições directas. Também se dedico a questões fiscais, como os direitos aduaneiros sobre os vinhos, e à melhoria da circulação fiduciária.
Em 1849 interrompeu o seu mandato de deputado ao ser nomeado governador civil interino do Distrito de Ponta Delgada, cargo que exerceu entre 4 de Julho de 1849 e 3 de Maio de 1851. Nessas funções distinguiu-se como promotor da fundação do hospital das Termas das Furnas, destinado ao aproveitamento do benefícios sanitários das águas termais existentes no Vale das Furnas, conseguindo a construção de um edifício que foi inaugurado no final do seu mandato.
Durante a sua estadia em Ponta Delgada como governador civil, casou naquela cidade de ilha de São Miguel com uma rica herdeira, Maria da Luz Fisher Berquó, e por essa via entrou no círculo social e político do Partido Histórico, a esquerda constitucional da altura, aproximando-se politicamente da família Raposo do Amaral, que então liderava aquele partido em Ponta Delgada.
Terminadas as suas funções políticas permaneceu na ilha de São Miguel, dedicando-se à administração dos bens familiares e à advocacia, profissão que exerceu com grande êxito. Ao longo deste período a sua ligação familiar com os principais líderes do Partido Histórico em Ponta Delgada forçaram a sua transferência para a órbita daquele partido. Assim, nas eleições gerais de 22 de Abril de 1861 (13.ª legislatura) foi eleito deputado, nas listas do seu novo partido, pelo círculo uninominal de Ponta Delgada. Prestou juramento a 17 de Junho de 1861, permanecendo no parlamento de 1861 a 1864. Nesta legislatura assumiu-se como defensor dos interesses do seu círculo eleitoral, a ilha de São Miguel, nomeadamente a questão da construção de uma nova cadeia, do porto artificial de Ponta Delgada e de faróis, então os assuntos mais importantes do distrito. Outra área que mereceu o seu interesse foi a repressão da emigração ilegal, em especial a emigração para o Brasil, defendendo a posição dos terratenentes micalelenses que viam na saída de trabalhadores da ilha uma ameaça ao regime de mão-de-obra barata que sustentava as suas exportações agrícolas.
Foi de novo nomeado governador civil do Distrito de Ponta Delgada, exercendo funções entre 1 de Janeiro de 1868 e 13 de Setembro de 1869. Neste segundo mandato destacou-se pela sua enérgica intervenção aquando das crises alimentícias que afectaram os Açores, em especial a ilha de São Miguel, por falta de milho. Para além de conseguir a importação sem direitos de milho americano, conseguiu controlar os motins populares que então ocorreram, agindo com prudência.
Exerceu também os cargos de presidente da Câmara Municipal de Ponta Delgada e de presidente da direcção do Asilo da Infância Desvalida de Ponta Delgada. Nestas últimas funções destacou-se como benemérito, tendo contribuído com avultadas somas para a manutenção das crianças a cargo da instituição.
Era Comendador da Ordem de Nossa Senhora da Conceição de Vila Viçosa e recebeu a carta de conselheiro. O Conselheiro Poças Falcão é lembrado na toponímia da cidade de Ponta Delgada, existindo uma rua com o seu nome no centro histórico da cidade. Também a cidade da Lagoa (Açores) o recorda no nome da Avenida Conselheiro Poças Falcão.
Foi pai de Luís Fisher Berquó Poças Falcão, deputado e par do reino, e sogro dos deputados Francisco Manuel Raposo Bicudo Correia e José Maria Raposo do Amaral, este último também par do reino. O seu outro filho, Guilherme Fisher Berquó Poças Falcão, distinguiu-se como autonomista e benemérito.